# Дик, Уолтер
Уо́лтер Дик (англ. Walter Dick; 20 сентября 1905, Керкинтиллох, Шотландия — 24 июля 1989, Лафейетт, штат Калифорния) — американский футболист шотландского происхождения, нападающий, игрок сборной США, участник чемпионата мира 1934 года. Включён в Футбольный зал славы Новой Англии (1985) и в Зал Американской Футбольной Славы (1989).

## Карьера

### Клубная
Уолтер Дик начал свою футбольную карьеру в клубе «Армадейл» Шотландской футбольной лиге. В 17 лет он эмигрировал в США и стал выступать за «Найэгара Фоллз Рейнджерс». Вскоре его заметил тренер команды «Провиденс» и предложил ему контракт. Дик провёл за «Провиденс» шесть сезонов с 1924 по 1930 гг. В 1928 году название клуба изменилось на «Провиденс Голд Багз». В 1930 году из-за Великой депрессии дела клуба пошли на спад, у команды сменился владелец, а сама команда была преобразована в «Фолл-Ривер». После слияния «Фолл-Ривер» с «Нью Бедфорд Уэйлерс» весной 1931 года Дик перешёл в «Потакет Рейнджерс». Клуб покинул Американскую Футбольную Лигу осенью 1932 года в связи с её распадом и возобновил выступления во втором дивизионе АФЛ лишь через год. В 1934 и 1935 годах «Потакет Рейнджерс» принимали участие в борьбе за Кубок, но терпели неудачи. Завершал свою карьеру Уолтер Дик, играя за «Кирни Скотс-Американс». С 1937 по 1941 гг. он выиграл в составе клуба 5 чемпионатов лиги.

### В сборной
За сборную США Уолтер провёл всего лишь один-единственный матч. Это случилось летом 1934 года на полях Италии во время чемпионата мира по футболу. Матч с хозяевами чемпионата был американцами проигран, и команда прекратила участие в турнире.